# Watertoren (Brunssum)
De watertoren in Brunssum is gebouwd in 1952 en gesloopt in 1988.
De watertoren had een hoogte van 56,00 meter en een waterreservoir van 600 m³.
Brunssum ·
Heerlen
(Heerlerbaan ·
Oranje Nassaumijnen ·
Vrieheide) ·
Maastricht ·
Rimburg ·
Roermond
(Oude ·
Nieuwe) ·
Schimmert ·
Simpelveld ·
Stramproy ·
Tegelen
(Steijl ·
Egypte) ·
Venlo